# Robert L. Hanbidge
Robert L. Hanbidge, né le 16 mars 1891 et mort le 25 juillet 1974, est une personnalité politique canadienne, qui fut Lieutenant-gouverneur de la province de la Saskatchewan de 1963 à 1970.

## Biographie
En 1909, Hanbidge s'établit à Regina, dans les Territoires du Nord-Ouest, à l'époque où il était avocat stagiaire au cabinet d'avocats de Frederick Haultain. De 1911 à 1913, il a joué au football canadien au club de rugby de Regina , prédécesseur des Roughriders de la Saskatchewan, au football canadien . En 1915, il fut admis au barreau. La même année, il épouse Jane Mitchell. son fils Robert Donald, officier de l' Aviation royale canadienne, est tombé pendant la Seconde Guerre mondiale.
En 1920, Hanbidge fut élu maire de la municipalité de Kerrobert . En 1929, il se porta candidat pour le Parti conservateur de la Saskatchewan à l'élection de l' Assemblée législative de la Saskatchewan et remporta le succès dans la circonscription de Kerrobert. Dans les années suivantes, il fut l'un des chefs des conservateurs au parlement provincial. En 1934, il ne réélit pas et retourna à son bureau. Il a fait campagne pour le Parti progressiste-conservateur du Canada et a couru plusieurs fois sans succès pour obtenir un siège à la Chambre basse .
Aux élections générales de 1958, Hanbidge fut élu dans la circonscription de Kindersley. À titre de député, il a représenté le Canada à des conférences de l' OTAN et du Commonwealth . En 1963, il renonça à sa réélection car le 1 er mars de la même année, il fut assermenté par le gouverneur général Georges Vanier au poste de vice-gouverneur de la Saskatchewan. Il a exercé cette fonction de représentant jusqu’au 2 février 1970. En 1968, il a reçu un doctorat honorifique de l' Université de la Saskatchewan.